# گرگوری دارک
گرگوری دارک (انگلیسی: Gregory Dark؛ زادهٔ ۱۲ ژوئیهٔ ۱۹۵۷) کارگردان فیلم و موزیک ویدئو، فیلم‌نامه‌نویس و تهیه‌کننده اهل ایالات متحده آمریکا است. دارک یکی از معدود کارگردانان فیلم‌های پورن است که پس از فیلمسازی در جریان غالب هالیوود با موفقیت روبرو شده است. از فیلم‌های وی می‌توان به شر نبین و چشم بیوه اشاره کرد.